# Jaswant Singh Rajput

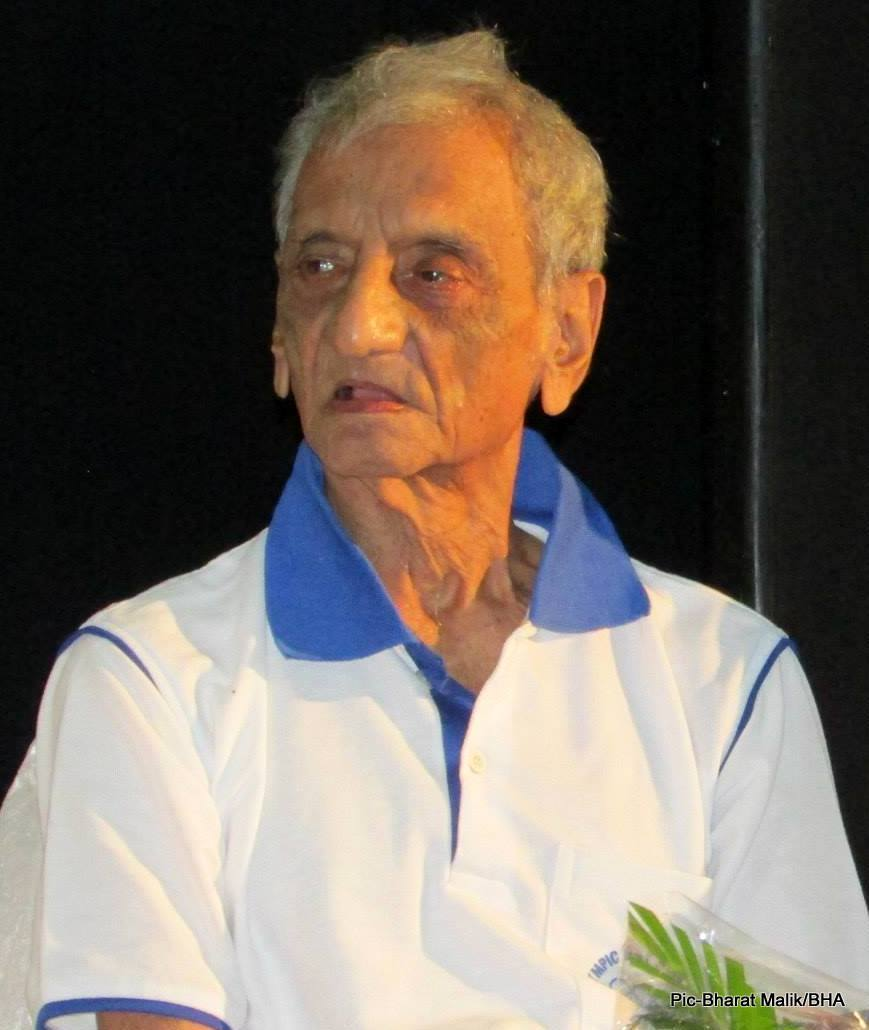
Jaswant Singh Rajput

Jaswant Singh Rajput (* um 1927 in Delhi; † 28. Januar 2015 in Kalkutta, Westbengalen) war ein indischer Hockeyspieler, der mit der indischen Hockeynationalmannschaft Olympiasieger bei den Olympischen Sommerspielen 1948 wurde.

## Leben und Karriere
Rajput wuchs in Delhi auf und begann dort in seiner Schulzeit mit dem Hockeysport. Während er an der University of Delhi dem universitätseigenen Hockeyteam angehörte, wurde er von nationalen Beobachtern entdeckt. Kurz nachdem er in die indische Nationalmannschaft berufen worden war, wurde er beim ersten Gruppenspiel des Hockeyturniers der Olympischen Spiele 1948 in London  gegen Österreich eingesetzt, als er beim klaren 8:0-Erfolg jedoch torlos blieb. Weitere Einsätze im 20-fachen indischen Hockeykader bei diesen Olympischen Spielen sollten für ihn nicht mehr folgen. Am Ende setzten sich die Inder klar mit 4:0 im Finale gegen Großbritannien durch und gewann somit die Goldmedaille. Diese war zugleich auch die erste Goldmedaille Indiens nach dessen Unabhängigkeit im Jahre 1947.
Nach Empfehlung seines guten Freundes und Teamkollegen Leslie Claudius verlegte er seinen Wohnsitz nach den Olympischen Spielen 1948 von Delhi nach Kalkutta in Westbengalen, wo er schließlich bis zu seinem Tod lebte. Seine Vereinskarriere als Hockeyspieler bestritt Jaswant Singh Rajput dort unter anderem beim Bhowanipore Club, ehe er sich 1952 dem Verein Mohun Bagan anschloss, mit dem er unter anderem den Beighton Cup gewann.
Verschiedenen Berichten zufolge soll er auch als Spieler an den Olympischen Sommerspielen 1952 in Helsinki beteiligt gewesen, dort aber offenbar nicht zum Einsatz gekommen sein. Anfangs noch als linker Flügelspieler im Mittelfeld agierte er im weiteren Verlauf seiner Karriere vermehrt als Center, wobei er für seine Dribbelstärke und Ballkontrolle bekannt war. Nachdem er von den Sommerspielen 1952 aus Finnland zurückgekehrt war, baute er eine Autowerkstatt zur größten der gesamten Stadt aus und beendete damit auch umgehend seine Karriere als Hockeyspieler.
Seine Werkstatt betrieb er noch bis ins hohe Alter, ehe er sie im Jahre 2011 schloss und fortan von seinem Ersparten lebte. Seine Frau war bereits einige Jahre zuvor verstorben; seine Tochter lebte in Kanada und wollte auch Jaswant Rajput dorthin holen, was dieser jedoch immer ablehnte. Bis zu seinem Tod interessierte sich Rajput für den Hockeysport und bekannte sich als Anhänger des ehemaligen indischen Kapitäns Dhanraj Pillay, den er auch als letzten indischen Spieler mit Klasse bezeichnete, nachdem die Qualität der indischen Hockeynationalmannschaft seit Anfang der 1980er stark nachließ. Am 28. Januar 2015 starb Rajput an altersbedingten Krankheiten in einem Krankenhaus in Kalkutta, nachdem er einen Monat lang an einer Infektion im Brustkorb erkrankt gewesen war und sich sein Zustand in den letzten zwei Wochen vor seinem Tod verschlechtert hatte.